# Johann Wolfgang Baumgartner
Pour les articles homonymes, voir Baumgartner.
Johann Wolfgang Baumgartner, né au début du XVIIIe siècle à Kufstein ou à Ebbs dans le comté de Tyrol, et mort le 7 septembre 1761 à Augsbourg, est un peintre et un graveur à l'eau-forte rococo austro-allemand.

## Biographie
Johann Wolfgang Baumgartner est né à Kufstein en 1712,,, ou en 1709,, ou à Ebbs en 1702.
D'après le Bénézit, il débute par des paysages et se distingue ensuite par la peinture des sujets d'architecture. Il exécute des fresques pour les églises de Gersthofen et d'Eggenhausen et travaille particulièrement au palais de Meerbourg. Il fait beaucoup de dessins pour les graveurs et les éditeurs. Le Ferdinandeum, à Innsbruck, possède de lui plusieurs ouvrages. On cite de lui une gravure originale : Jean-Baptiste, signée J.-W. Bau. Plusieurs planches de Johann-Jacob Baumgartner ont été erronément attribuées à cet artiste.
Kilian, son premier biographe, a déclaré qu'après une formation de forgeron avec son père, il a appris l'art de la peinture sur verre à Salzbourg. D'après Geyssant, il apprend à peindre sous verre à Salzbourg vers 1720. À la fin de 1733, après avoir traversé l'Autriche, la Hongrie et l'Italie, Baumgartner fut autorisé à vivre à Augsbourg, à condition de ne travailler qu'en tant que peintre verrier. Seuls quelques exemples de ses propres peintures sur verre ont survécu.
La peinture du plafond dans le Sanctuaire de la Sainte Croix des anciennes Montagnes Klosters est considérée comme son œuvre la plus grande et la plus importante.
Il meurt le 7 septembre 1761 à Augsbourg.

## Œuvres

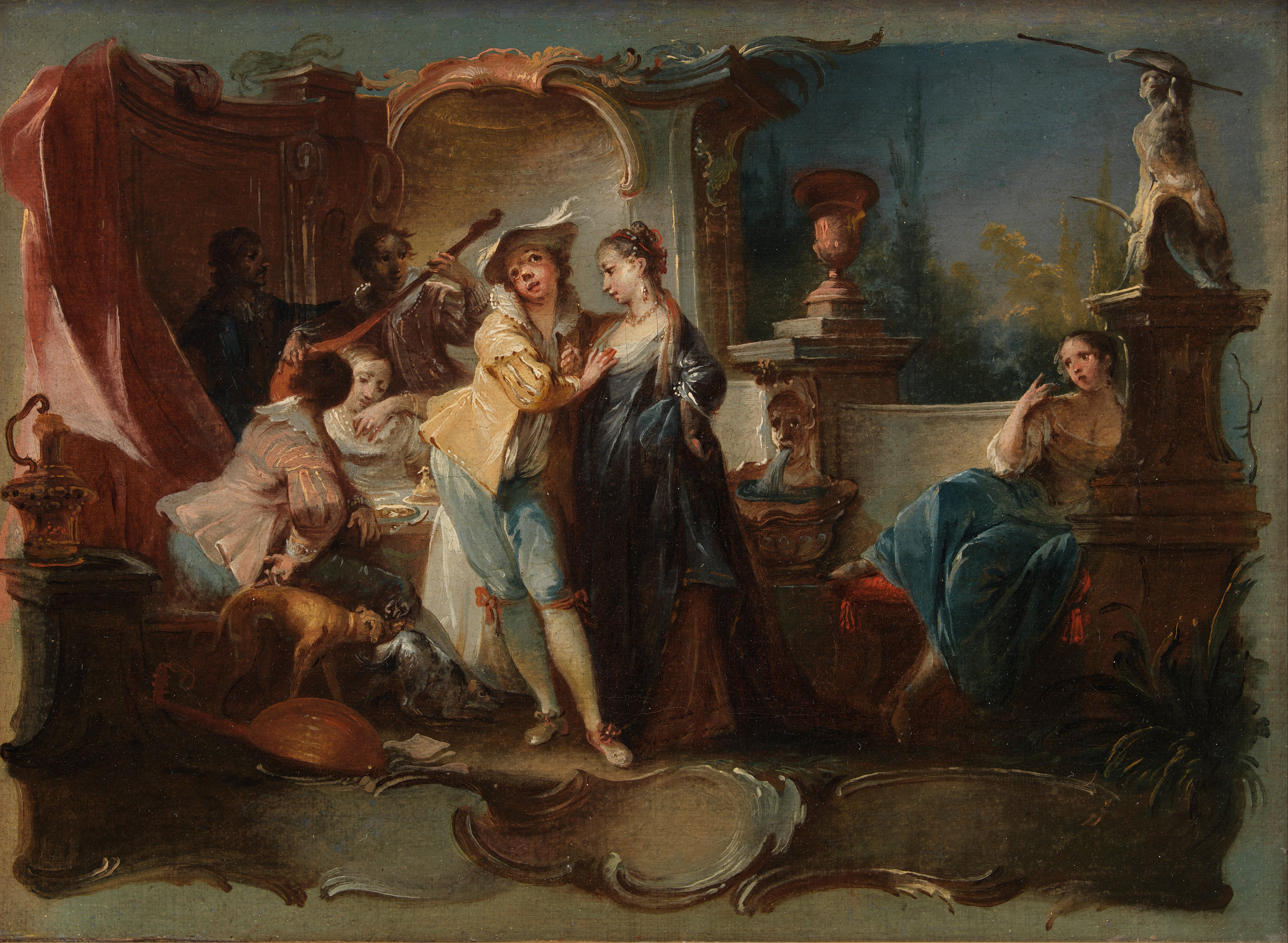
Le fils prodigue vivant avec les prostituées par Johann Wolfgang Baumgartner.

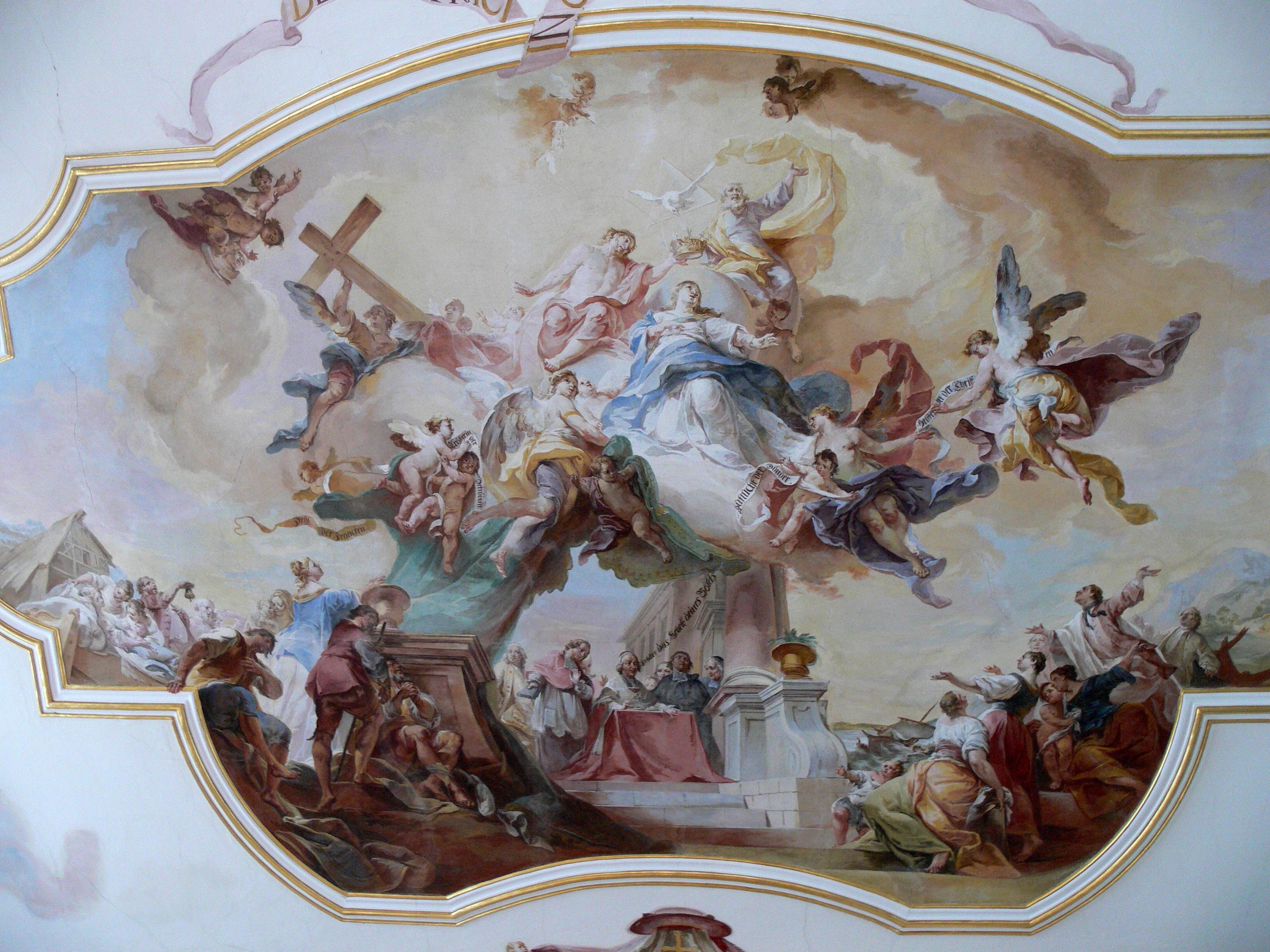
Assomption et couronnement de Marie, plafond peint dans le transept de l'église de Baitenhausen, 1760

- fresques de plafond du Sanctuaire de Sainte Marie du Carmel à Baitenhausen à Meersburg sur le lac de Constance, 1760
- fresques au plafond dans la nef du Sanctuaire de Sainte Marie-Lorette à Westheim
- Le Martyre de Saint Venantius de Camerino
- L'édification quotidienne d'un vrai chrétien
- Commémorer l'écriture évangélisatrice
- Le Saint. Jean Ier et le roi gothique Théodoric
- Dessins d'images bibliques dans  Historia veteris (ac novi) Testamenti Iconibus Expressa